# Liste der Bodendenkmäler in Hausen (bei Forchheim)
Auf dieser Seite sind die Bodendenkmäler in der oberfränkischen Gemeinde Hausen zusammengestellt. Diese Tabelle ist eine Teilliste der Liste der Bodendenkmäler in Bayern. Grundlage ist die Bayerische Denkmalliste, die auf Basis des Bayerischen Denkmalschutzgesetzes vom 1. Oktober 1973 erstmals erstellt wurde und seither durch das Bayerische Landesamt für Denkmalpflege geführt wird. Die folgenden Angaben ersetzen nicht die rechtsverbindliche Auskunft der Denkmalschutzbehörde.

## Bodendenkmäler in Hausen
| Lage       | Objekt | Akten-Nr.     | Bild |
| ---------- | --- | ------------- | ---- |
| (Standort) | Bestattungsplatz mit obertägig erhaltenem Grabhügel vorgeschichtlicher Zeitstellung                                                             | D-4-6232-0011 |      |
| (Standort) | Bestattungsplatz mit obertägig erhaltenem Grabhügel vorgeschichtlicher Zeitstellung                                                             | D-4-6232-0012 |      |
| (Standort) | Siedlung der Urnenfelderzeit und der frühen Latènezeit                                                                                          | D-4-6232-0146 |      |
| (Standort) | Siedlung der späten Latènezeit | D-4-6232-0155 |      |
| (Standort) | Siedlung der mittleren bis späten Urnenfelderzeit und der jüngeren Latènezeit                                                                   | D-4-6232-0422 |      |
| (Standort) | Gräberfeld der Urnenfelderzeit | D-4-6332-0002 |      |
| (Standort) | Siedlung der Urnenfelderzeit | D-4-6332-0003 |      |
| (Standort) | Freilandstation des Mesolithikums | D-4-6332-0004 |      |
| (Standort) | Siedlung vorgeschichtlicher Zeitstellung | D-4-6332-0005 |      |
| (Standort) | Siedlung der späten Latènezeit | D-4-6332-0142 |      |
| (Standort) | Untertägige Bauteile der spätmittelalterlichen bis frühneuzeitlichen Pfarrkirche sowie vermutlich Körpergräber des Mittelalters und der Neuzeit | D-4-6332-0190 |      |